# Veteran
Veteran(베테랑)은 칸사이 쟈니즈 Jr. 내의 유닛이다.

## 멤버
- 키쿠오카 마사히로
- 하마나카 분이치
- 무로 류타
- 야마사키 쿤타

### 전 멤버
- 이토 마사시
- 무로 타츠키

## 같이 보기
- 쟈니즈 사무소